# Newzealandia iris
Newzealandia iris är en plattmaskart som först beskrevs av Arthur Dendy 1896.  Newzealandia iris ingår i släktet Newzealandia och familjen Geoplanidae. Inga underarter finns listade i Catalogue of Life.